# Сапожников, Павел Петрович
Павел Петрович Сапожников (1926 — 2002) — советский передовик производства, токарь-расточник Завода экспериментального машиностроения Центрального конструкторского бюро экспериментального машиностроения Министерства общего машиностроения СССР. Участник Великой Отечественной войны. Герой Социалистического Труда (1971).

## Биография
Родился 21 января 1926 года в деревне Боково Богородского уезда Московской губернии в русской крестьянской семье. 
С 1943 год был призван в ряды Красной армии и направлен на фронт, участник Великой Отечественной войны в составе 2-й стрелковой роты 1005-го стрелкового полка 279-й стрелковой дивизии — красноармеец, стрелок. Воевал на 1-м Прибалтийском фронте, освобождал Прибалтику. За участие в войне был награждён Медалью За боевые заслуги.
С 1951 года после демобилизации из рядов Советской армии переехал в город Калининград Московской области и начал работать токарем-расточником на заводе № 88 НИИ-88 Министерства вооружения СССР, с 1966 года — Завод экспериментального машиностроения Министерства оборонной промышленности СССР. П. П. Сапожников работая в этом оборонном предприятии внёс весомый вклад в усовершенствование технологий механической обработки и изготовления корпусов и агрегатов для баллистических ракет дальнего действия и межконтинентальных баллистических ракет, космических аппаратов и ракет-носителей, первых искусственных спутников Земли и автоматических межпланетных станций, пилотируемых космических кораблей «Восток», «Восход» и кораблей «Союз». 
26 апреля 1971 года «закрытым» Указом Президиума Верховного Совета СССР «за выдающиеся заслуги в выполнении заданий пятилетнего плана и создание новой техники» Павел Петрович Сапожников был удостоен звания Героя Социалистического Труда с вручением Ордена Ленина и золотой медали «Серп и Молот».
С 1992 года вышел на заслуженный отдых, жил в городе Королёв Московской области.
Скончался 22 марта 2002 года, похоронен на Невзоровском кладбище в Пушкинском районе Московской области.

## Награды
- Медаль «Серп и Молот» (26.04.1971)
- Орден Ленина (26.04.1971)
- Орден Отечественной войны 2-й степени (6.04.1985[3])
- Медаль За боевые заслуги (27.10.1944[1])
- Медаль «За победу над Германией в Великой Отечественной войне 1941—1945 гг.»